# 西川原駅
西川原駅（にしがわらえき）は、岡山県岡山市中区西川原一丁目にある、西日本旅客鉄道（JR西日本）山陽本線の駅である。線路名称上では山陽本線単独駅であるが、運転系統上赤穂線列車も乗入れ、当駅に停車する。駅番号は山陽本線がJR-S02、赤穂線がJR-N02。
旅客案内上は西川原・就実駅（にしがわら・しゅうじつえき）となっている（後述）。

## 概要
当駅は、就実大学・就実短期大学を運営する学校法人就実学園が駅の建設費全額を、岡山市が駅周辺整備費をそれぞれ負担して設置された請願駅である。2023年12月現在、岡山県内で最も新しい駅である。
駅名については、JR西日本側が地名の「西川原」、地元西川原地区や就実学園側が、学校の宣伝と生徒誘致を目的に「就実大前」をそれぞれ主張し、2006年春の新設予定が延期となった。この経緯から、時刻表や運賃表、路線図に表示される正式駅名は「西川原」となり、同駅駅舎やホーム駅名表示、列車車内放送は「西川原・就実」となった。

## 歴史
- 2004年（平成16年）3月：就実学園がJR西日本岡山支社に、高島駅 - 岡山駅間への新駅開設に関する要望書を提出。
- 2007年（平成19年）
  - 5月7日：JR西日本が中国運輸局に事業基本計画変更認可（新駅設置認可）を申請[2]。
  - 5月28日：中国運輸局が新駅設置を認可[3]。
  - 9月14日：新駅建設工事着工[4]。
  - 9月19日：JR西日本が正式駅名を西川原駅と決定[5]。
- 2008年（平成20年）3月15日：山陽本線高島駅 - 岡山駅間に新設[6]。
- 2016年（平成28年）4月24日：CTC化に伴い、改札口とホームに設置されたLED式発車標の使用を開始。
- 2020年（令和2年）9月：駅ナンバリングが導入され、使用を開始[7][8]。
- 2021年（令和3年）7月1日：駅業務がJR西日本岡山メンテックからJR西日本中国交通サービスへ移管される[9]。
- 時期不明（2021年度内）：無人駅化。

## 駅構造

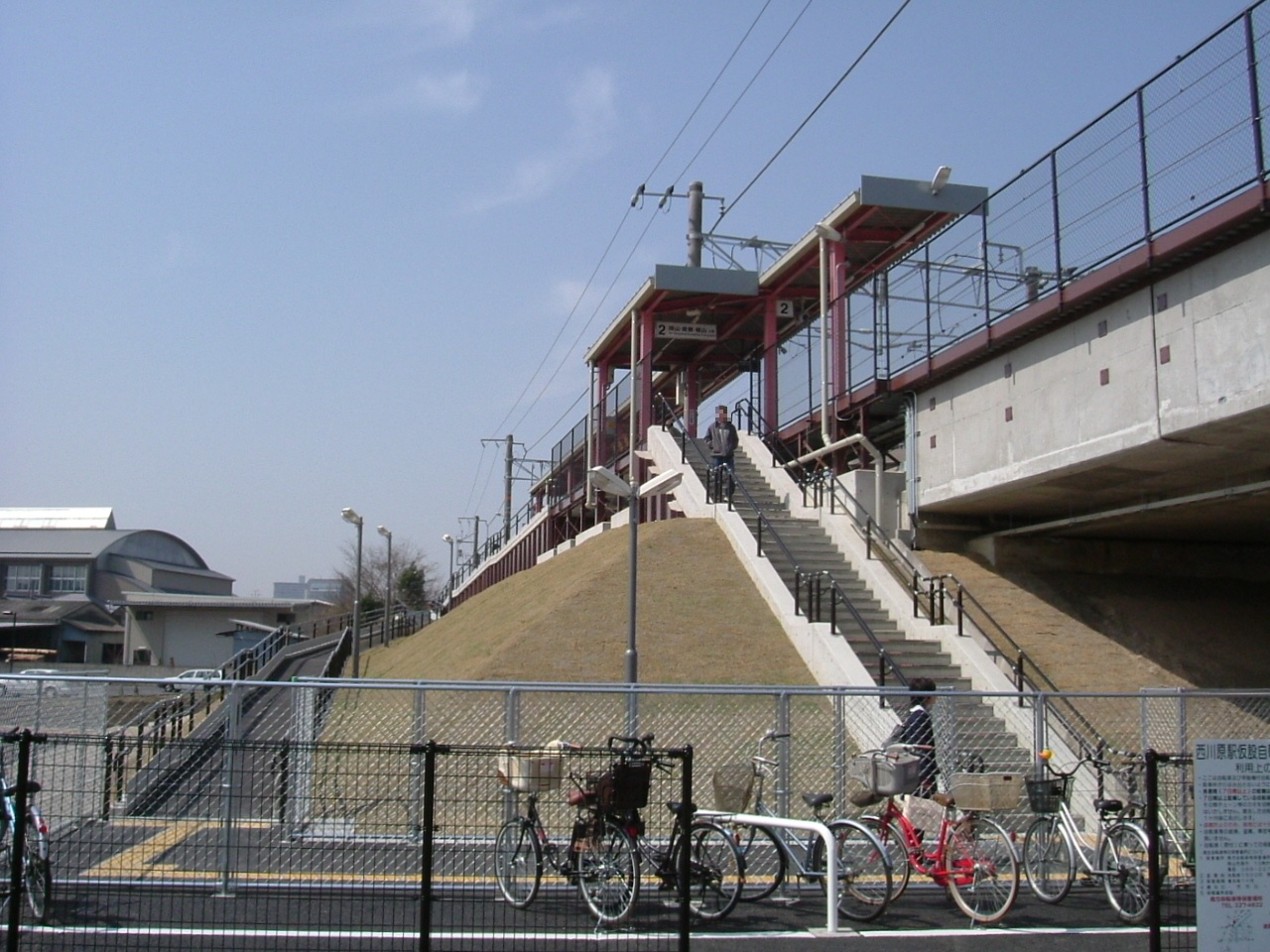
地上から2番のりばに延びる階段とスロープ（2008年3月）

相対式ホーム2面2線を有する高架駅である。分岐器や絶対信号機を持たないため、停留所に分類される。ホームとは階段と踊り場のある90 mのスロープで連絡しているが、いずれも屋根が無い。エレベーター新設予定は無く、バリアフリー観点から利便を心配する声もある。
以前は東岡山駅管理の業務委託駅（JR西日本中国交通サービス受託）であった。しかし、2021年度中に完全無人化。それに伴い、駅スタンプも廃止された。
簡易自動改札機が設置されている。有人駅時代もみどりの窓口は設置されていなかった上、窓口での出札も通常時は行われておらず、乗車券は自動券売機でのみの購入となっていた。自動改札機が簡易式であるため、降車客の乗車券は駅係員が集札していたが、窓口非営業時は改札機裏側の集札箱に乗車券を投入する形になっていた。トイレは改札内で駅務室の隣にある。
本格的な駅舎がない代わりに、有人改札と券売機の収納スペースを兼ねたプレハブ建築の事務室が設置され、無人化後も入試・オープンキャンパスなどの多客時の臨時対応のために存置されている。
ホーム有効長は7両であり、当駅開業後はドアカットを回避するため、8両編成以上の普通列車（各停）を運転していない。

### のりば
| のりば | 路線            | 方向 | 行先                 |
| ------ | --------------- | ---- | -------------------- |
| 1      | 山陽本線        | 上り | 和気・姫路方面       |
| 1      | 赤穂線          | 上り | 西大寺・播州赤穂方面 |
| 2      | 山陽本線 赤穂線 | 下り | 岡山・福山方面       |

- 開業当時からご当地メロディは無くJR西日本旧標準入線ベルが使用されていたが、2011年より放送言い回しを一部変更の上、JR西日本標準入線メロディが流れるようになった。

## 利用状況
近年の1日平均乗車人員の推移は以下の通り。
| 乗車人員推移 | 乗車人員推移 |
| 年度         | 1日平均人数  |
| ------------ | ------------ |
| 2007         | 885          |
| 2008         | 1,685        |
| 2009         | 2,057        |
| 2010         | 2,306        |
| 2011         | 2,547        |
| 2012         | 2,764        |
| 2013         | 2,970        |
| 2014         | 3,093        |
| 2015         | 3,380        |
| 2016         | 3,553        |
| 2017         | 3,719        |
| 2018         | 3,863        |
| 2019         | 3,873        |
| 2020         | 2,813        |
| 2021         | 3,133        |

## 駅周辺

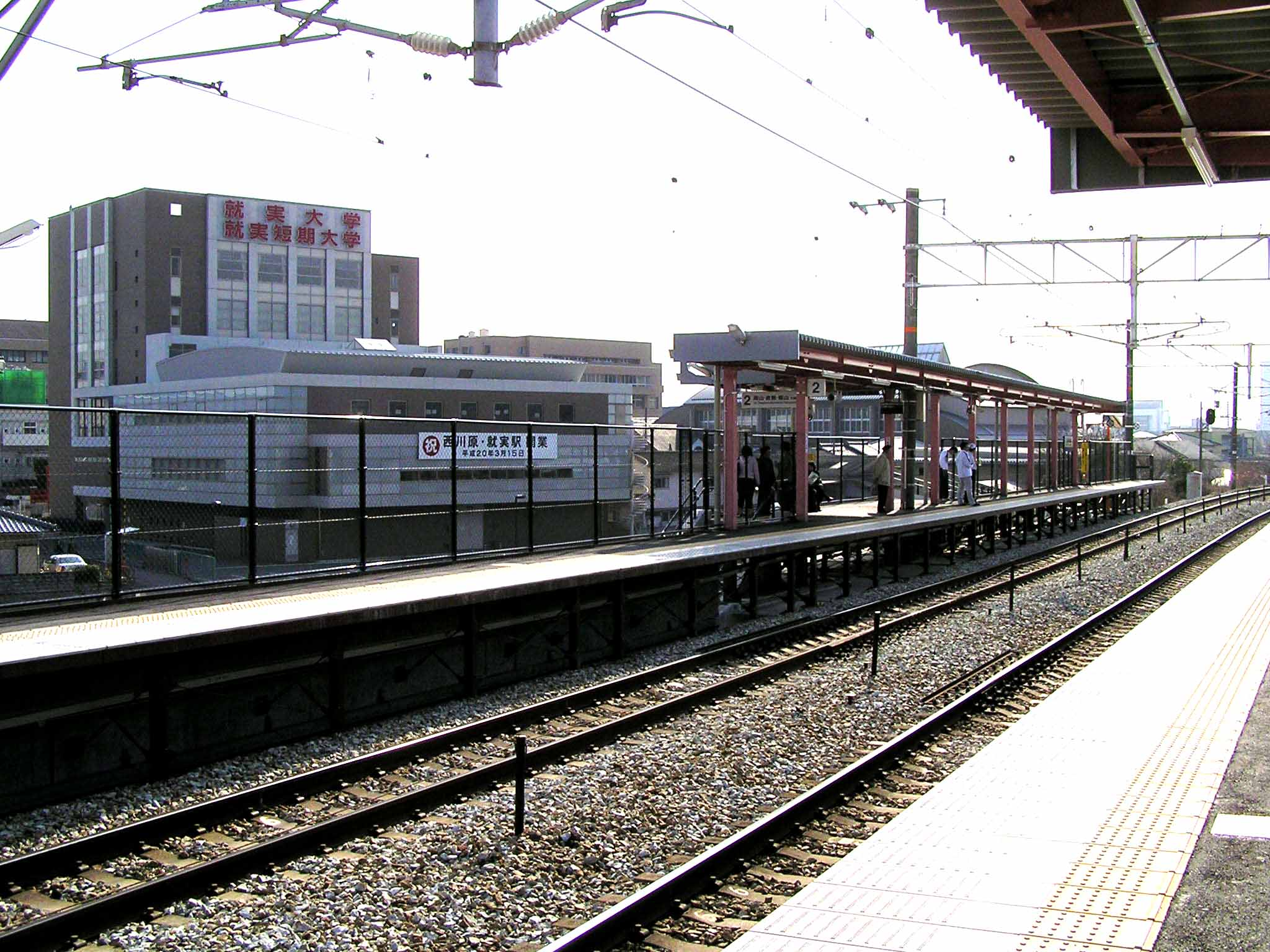
ホームから見た就実大学の校舎(2008年3月)。
当駅の開業を祝う横断幕が掲げられている。

駅南西側には就実大学・就実短期大学があり、付近は閑静な住宅街が広がっている。岡山市中心部への通勤客や大学生らが多い。駅北側付近の主要道路（都市計画道路万成国富線）沿いには、飲食店や病院等が相次ぎオープンしている。
- 就実大学・就実短期大学
- 就実小学校
- 岡山県立岡山操山中学校・高等学校
- 岡山市立宇野小学校
- 就実こども園
- 岡山市立浜保育園
- 岡山市中区役所
- 岡山県岡山中央警察署
- おかやま西川原プラザ
- 岡山市善隣館
- 百間川緑地公園[14]
- ジョセイ新聞社：岡山では初めてフリーペーパーを発行していた新聞社[注釈 3][15]。
- 宮下酒造
- 岡山ハートクリニック
- 妙龍寺
- 大林寺
- 岡山県道・兵庫県道96号岡山赤穂線
- 宇野バス「岡山ハートクリニック前」停留所
- 旭川
- 百間川
- 心臓病センター榊原病院

## 隣の駅
西日本旅客鉄道（JR西日本）
 山陽本線・ 赤穂線（東岡山駅まで山陽本線経由）
高島駅 (JR-S03/JR-N03) - 西川原駅 (JR-S02/JR-N02) - 岡山駅 (JR-S01/JR-N01)